# Splendeuptychia
Splendeuptychia är ett släkte av fjärilar. Splendeuptychia ingår i familjen praktfjärilar.
Kladogram enligt Catalogue of Life:
| Splendeuptychia | \| \| Splendeuptychia abrahami \| \| \| \| \| \| Splendeuptychia ambra \| \| \| \| \| \| Splendeuptychia argenteus \| \| \| \| \| \| Splendeuptychia argyropsacas \| \| \| \| \| \| Splendeuptychia ashna \| \| \| \| \| \| Splendeuptychia boliviensis \| \| \| \| \| \| Splendeuptychia butleri \| \| \| \| \| \| Splendeuptychia clementia \| \| \| \| \| \| Splendeuptychia cosmophhila \| \| \| \| \| \| Splendeuptychia distinguenda \| \| \| \| \| \| Splendeuptychia doxes \| \| \| \| \| \| Splendeuptychia erycina \| \| \| \| \| \| Splendeuptychia furina \| \| \| \| \| \| Splendeuptychia gennula \| \| \| \| \| \| Splendeuptychia hygina \| \| \| \| \| \| Splendeuptychia itonis \| \| \| \| \| \| Splendeuptychia junonia \| \| \| \| \| \| Splendeuptychia kendalli \| \| \| \| \| \| Splendeuptychia latia \| \| \| \| \| \| Splendeuptychia moderata \| \| \| \| \| \| Splendeuptychia nobilis \| \| \| \| \| \| Splendeuptychia pagyris \| \| \| \| \| \| Splendeuptychia papyris \| \| \| \| \| \| Splendeuptychia quadrina \| \| \| \| \| \| Splendeuptychia salvini \| \| \| \| \| \| Splendeuptychia telesphora \| \| \| \| \| \| Splendeuptychia zischkai \| \| \| \| |
|                 | \| \| Splendeuptychia abrahami \| \| \| \| \| \| Splendeuptychia ambra \| \| \| \| \| \| Splendeuptychia argenteus \| \| \| \| \| \| Splendeuptychia argyropsacas \| \| \| \| \| \| Splendeuptychia ashna \| \| \| \| \| \| Splendeuptychia boliviensis \| \| \| \| \| \| Splendeuptychia butleri \| \| \| \| \| \| Splendeuptychia clementia \| \| \| \| \| \| Splendeuptychia cosmophhila \| \| \| \| \| \| Splendeuptychia distinguenda \| \| \| \| \| \| Splendeuptychia doxes \| \| \| \| \| \| Splendeuptychia erycina \| \| \| \| \| \| Splendeuptychia furina \| \| \| \| \| \| Splendeuptychia gennula \| \| \| \| \| \| Splendeuptychia hygina \| \| \| \| \| \| Splendeuptychia itonis \| \| \| \| \| \| Splendeuptychia junonia \| \| \| \| \| \| Splendeuptychia kendalli \| \| \| \| \| \| Splendeuptychia latia \| \| \| \| \| \| Splendeuptychia moderata \| \| \| \| \| \| Splendeuptychia nobilis \| \| \| \| \| \| Splendeuptychia pagyris \| \| \| \| \| \| Splendeuptychia papyris \| \| \| \| \| \| Splendeuptychia quadrina \| \| \| \| \| \| Splendeuptychia salvini \| \| \| \| \| \| Splendeuptychia telesphora \| \| \| \| \| \| Splendeuptychia zischkai \| \| \| \| |
|                 | Splendeuptychia abrahami |
|                 | |
|                 | Splendeuptychia ambra |
|                 | |
|                 | Splendeuptychia argenteus |
|                 | |
|                 | Splendeuptychia argyropsacas |
|                 | |
|                 | Splendeuptychia ashna |
|                 | |
|                 | Splendeuptychia boliviensis |
|                 | |
|                 | Splendeuptychia butleri |
|                 | |
|                 | Splendeuptychia clementia |
|                 | |
|                 | Splendeuptychia cosmophhila |
|                 | |
|                 | Splendeuptychia distinguenda |
|                 | |
|                 | Splendeuptychia doxes |
|                 | |
|                 | Splendeuptychia erycina |
|                 | |
|                 | Splendeuptychia furina |
|                 | |
|                 | Splendeuptychia gennula |
|                 | |
|                 | Splendeuptychia hygina |
|                 | |
|                 | Splendeuptychia itonis |
|                 | |
|                 | Splendeuptychia junonia |
|                 | |
|                 | Splendeuptychia kendalli |
|                 | |
|                 | Splendeuptychia latia |
|                 | |
|                 | Splendeuptychia moderata |
|                 | |
|                 | Splendeuptychia nobilis |
|                 | |
|                 | Splendeuptychia pagyris |
|                 | |
|                 | Splendeuptychia papyris |
|                 | |
|                 | Splendeuptychia quadrina |
|                 | |
|                 | Splendeuptychia salvini |
|                 | |
|                 | Splendeuptychia telesphora |
|                 | |
|                 | Splendeuptychia zischkai |
|                 | |

## Bildgalleri

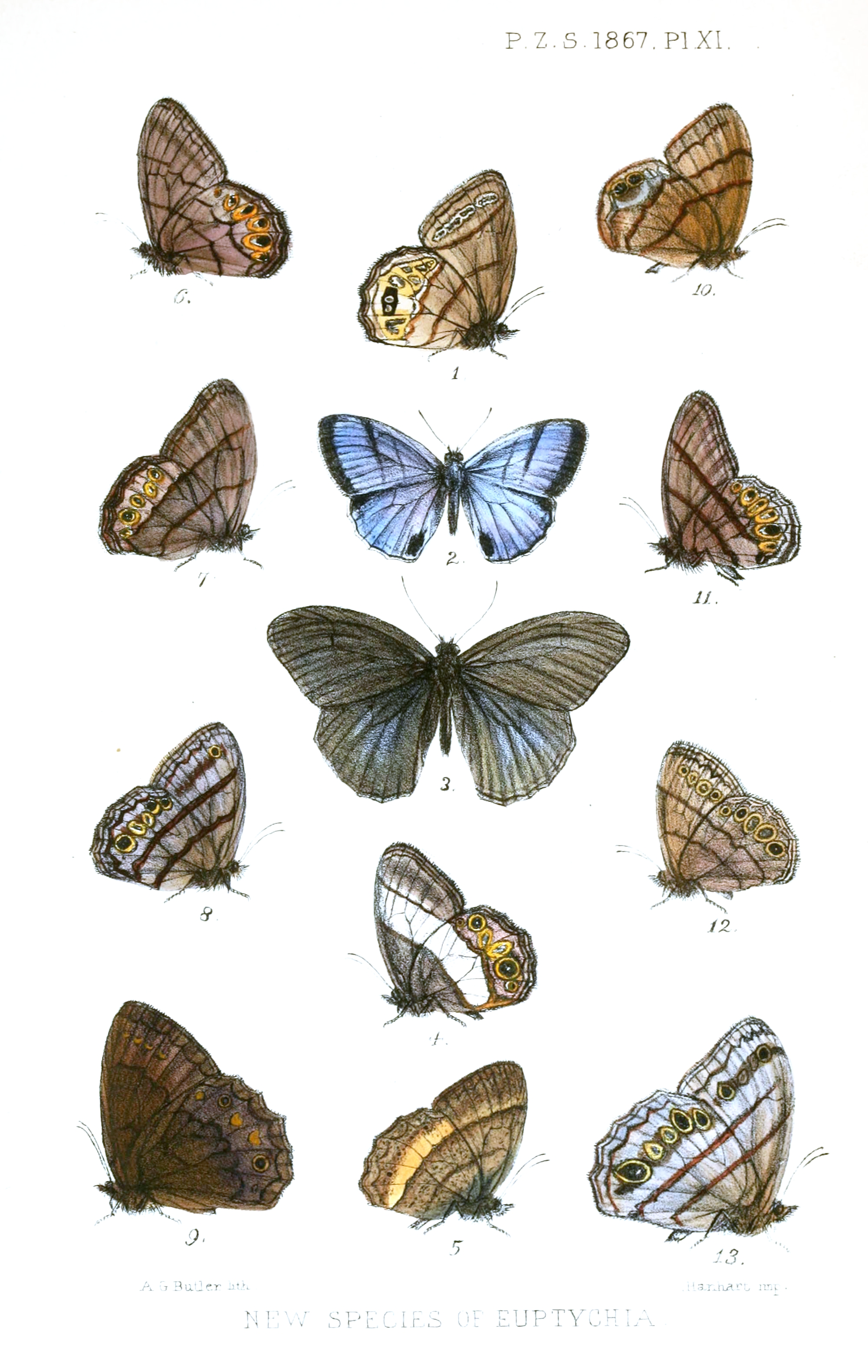
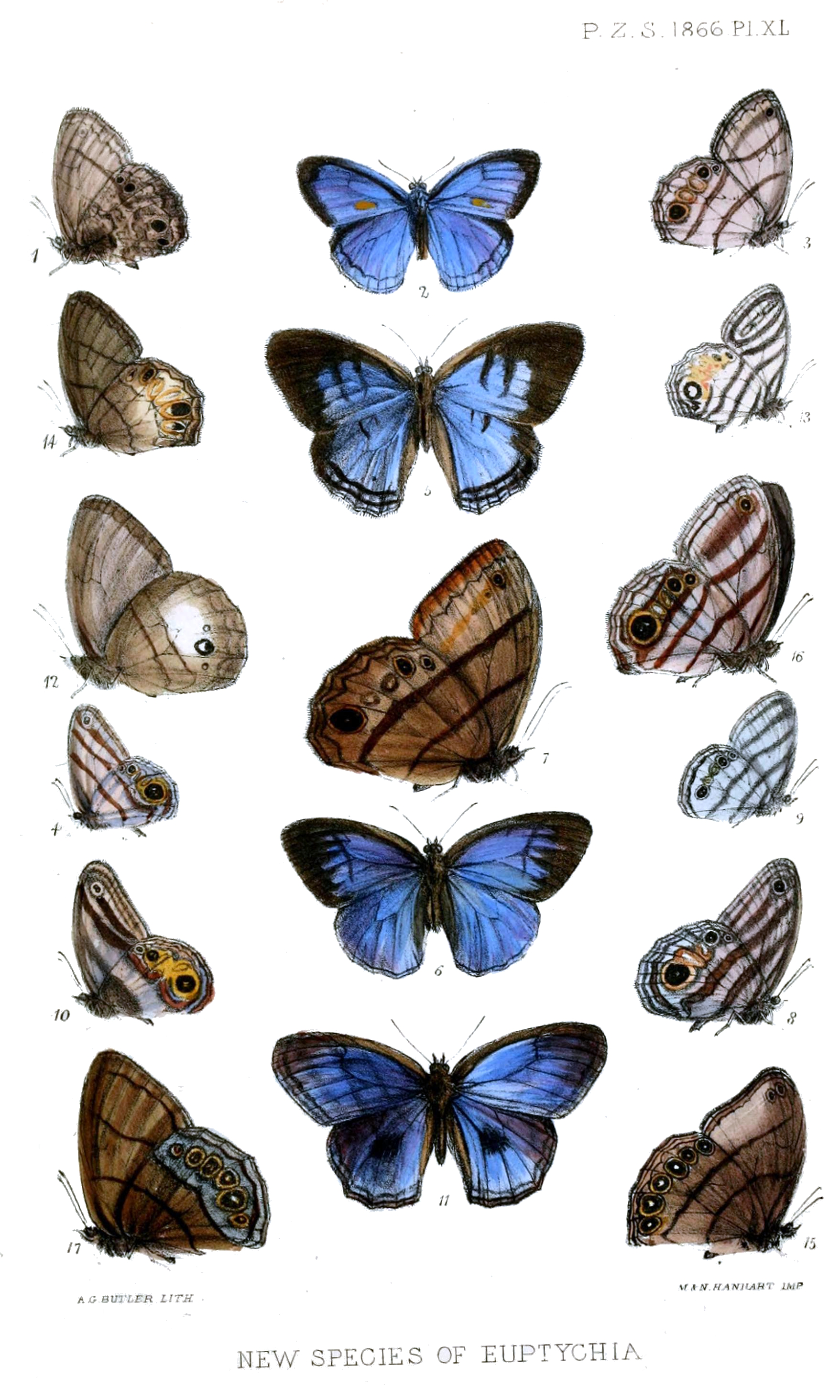